# Amelian girl
Amelian girl（アメリアンガール）は、日本のソロ女性音楽家、mahocato（まほかと）による旧活動名。

## 概要
2019年10月に解散したMINT mate boxのボーカル・mahocatoが、ソロプロジェクトとして、Amelian girlを始動し、2020年4月11日に第1弾シングル「outsider」を配信リリース。2020年8月にアーティスト名をmahoに改名。2024年5月にアーティスト名をmahocatoとし、英詞で歌い始める。活動名の由来は、カナダの友達がイングリッシュネームとして”Amelia”と名付けてくれたことからAmelian girlとなった。Ameliaは、アメリカのソロ飛行士、Amelia Earhart（アメリア・イアハート）が由来。

## mahocato
広島県東広島市出身。1992年5月8日生まれ。血液型はB型。元英会話講師。2017年4月MINT mate box のギターボーカルとしてCDデビュー。2019年10月東京代官山UNITでの解散ライブにて、バンドとしての活動を終了。2019年8月よりinstagramで独学で学んだ英語の配信を開始、2020年独自のオンライン英語スクール「maho shadowing club」を開設。2024年5月、全て英詞で歌う音楽プロジェクトとして活動名を「maho」から「mahocato」へと改名。

## シングル
- 1st single 『outsider』[1][2]